# Lajos Kada
Lajos Kada (ur. 16 listopada 1924 w Budapeszcie, zm. 26 listopada 2001 tamże) – węgierski duchowny katolicki, arcybiskup, wieloletni nuncjusz apostolski w krajach Europy i Ameryki Północnej.

## Życiorys
10 października 1948 otrzymał święcenia kapłańskie. W 1955 rozpoczął przygotowanie do służby dyplomatycznej na Papieskiej Akademii Kościelnej.
20 czerwca 1975 został mianowany przez Pawła VI nuncjuszem apostolskim w Kostaryce oraz biskupem tytularnym diecezji Thibica.
Sakry biskupiej 20 lipca 1975 r. udzielił mu kard. Jean-Marie Villot.
Następnie w 1980 został przedstawicielem Watykanu w Salwadorze. W 1984 powrócił do Watykanu gdzie objął stanowisko sekretarza Kongergacji ds. Sakramentów. Następnie powrócił do służby dyplomatycznej będąc nuncjuszem apostolskim w Niemczech (1991-1995) i Hiszpanii (1995-2000).
1 marca 2000 przeszedł na emeryturę. Zmarł 26 listopada 2001 w Budapeszcie.